# Tetraleurodes pauliani
Tetraleurodes pauliani là một loài côn trùng cánh nửa trong họ Aleyrodidae, phân họ Aleyrodinae.
Tetraleurodes pauliani được Takahashi miêu tả khoa học đầu tiên năm 1955.